# Синагога Бейт Шмуэль в Белостоке

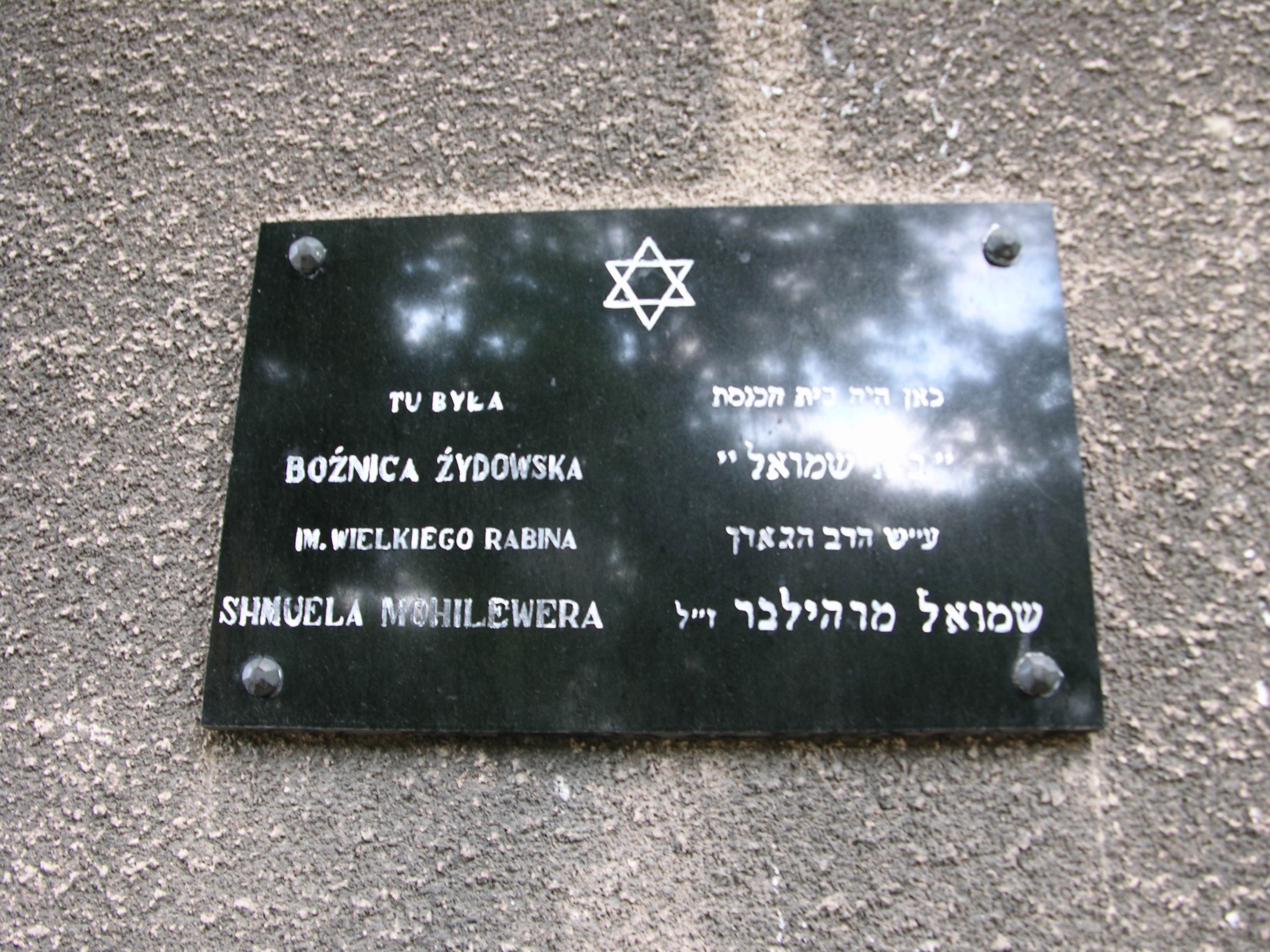
Мемориальная табличка на стене здания бывшей синагоги Бейт Шмуэль

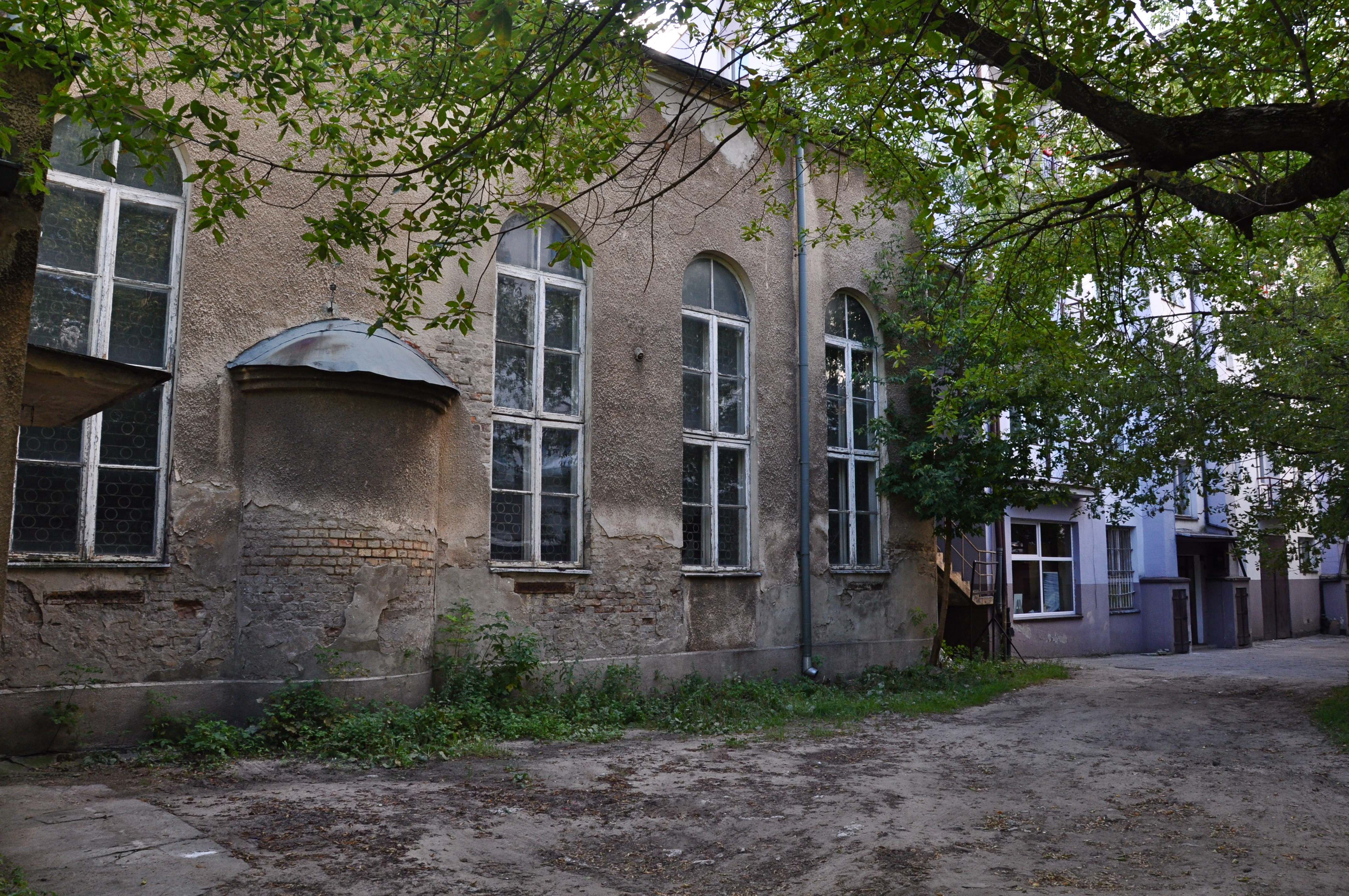
Здание бывшей синагоги Бейт Шмуэль в настоящее время (вид со стороны двора)

Синагога Бейт Шмуэль в Белостоке (пол. Synagoga Beit Szmuel w Białymstoku) (В переводе с иврита — Дом Шмуэля) — синагога, находившаяся в Белостоке, на улице Браницкего, 3 (пол. Branickiego), недалеко от реки Белой. Была построена в 1902 году из кирпича, в мавританском стиле. Названа в честь раввина из Белостока, видного сионистского деятеля Самуила Лейбовича Могилевера.
Во время Второй мировой войны нацисты сожгли синагогу, но само здание выстояло. После войны здание синагоги была перестроено, и в нём были открыты кинотеатр и спортивный зал. Позже в нём находился учебный центр Белостокской полиции. В настоящее время там находится штаб-квартира спортивного клуба «Гетман». После всех реконструкций здание лишено своего первоначального облика, в котором он был построен. Со стороны двора убрали шесть оригинальных полукруглых окон в апсиде, где ранее располагался Синагогальный ковчег.
На одной из стен расположена мемориальная доска на польском и иврите, которая гласит:

Здесь была Иудейская синагога имени великого раввина Шмуэля Могилевера
Синагога Бейт Шмуэль является одним из пунктов в маршруте пешего туризма, который открылся в июне 2008 года, в рамках увековечивания еврейского наследия в Белостоке. Маршрут, под названием «Маршрут еврейского наследия в Белостоке», был разработан группой аспирантов и студентов Белостокского университета — волонтёров фонда университета Белостока.